# Hydroptila quadrifida
Hydroptila quadrifida är en nattsländeart som beskrevs av Wells 1984. Hydroptila quadrifida ingår i släktet Hydroptila och familjen smånattsländor. Inga underarter finns listade i Catalogue of Life.